# Bitola de quinze polegadas
Fifteen Inch Gauge Railway, Ferrovia com Bitolas de 15 Polegadas ou ainda Ferrovia de bitola mínima é uma classe de bitola criada por Sir Arthur Percival Heywood que desenvolveu o termo ferrovia de bitola mínima para ser utiklizada como ferrovias do Estado ou como ferrovias de uso militar. 
Em 1874 ele descreveu o princípio com seu uso na Duffield Bank Railway, distinguindo elas das "Narrow Gauge Railway".
Ele havia antes pensado em uma ferrovia de nove polegadas de bitola, mas depois estaveleceu as ferrovias de 15 polegadas de bitola como sendo a mínima largura prática.

## Ferrovias que utilizam a bitola mínima
| Name                                          | Location             |
| --------------------------------------------- | -------------------- |
| Bure Valley Railway                           | GB/England           |
| Cleethorpes Coast Light Railway               | GB/England           |
| Duffield Bank Railway                         | GB/England           |
| Dresden Park Railway                          | DE/Saxony            |
| Eaton Hall Railway                            | GB/England           |
| Far Tottering and Oyster Creek Branch Railway | GB/England           |
| Killesberg Railway                            | DE/Baden-Württemberg |
| Kirklees Light Railway                        | GB/England           |
| Lappa Valley Steam Railway                    | GB/England           |
| Perrygrove Railway                            | GB/England           |
| Ravenglass and Eskdale Railway                | GB/England           |
| Redwood Valley Railway                        | US/California        |
| Riverside and Great Northern Railway          | US/Wisconsin         |
| Rhyl Miniature Railway                        | GB/Wales             |
| Romney, Hythe & Dymchurch Railway             | GB/England           |